# جنیفر گامباتیسی
جنیفر گامباتیسی (متولد ۱۰ سپتامبر ۱۹۷۵) یک بازیگر و خواننده آمریکایی است. گامباتیسی در تولید موسیقی دیزنی تارزان بازی کرده‌است.
گامباتیسی در فیلادلفیا، می سی سی پی به دنیا آمد و در ریچموند هایتس، حومه کلیولند بزرگ شد. اشتیاق او به بازیگری در تابستان کلاس چهارم در مرکز هنرهای زیبای Willoughby آغاز شد، جایی که او در کلاس‌های تئاتر شرکت کرد. اولین اجرای او «بازی یک «سفیدشویی» در داستان تام سایر بود. او به کلاس‌های بازیگری ادامه داد و در سال آخر دبیرستان در مرکز بک و همچنین دانشگاه ایالتی کلیولند شرکت کرد. در سال ۱۹۹۳ او به منهتن نقل مکان کرد، او در منهتن در بخش نمایش در مدرسه هنر تیش دانشگاه نیویورک ثبت نام کرد. او در سال ۱۹۹۷ در دو رشتهٔ جامعه‌شناسی و نمایش فارغ‌التحصیل شد و جایزه «هنرمند و محقق» را دریافت کرد. پس از فارغ‌التحصیلی، اولین کار حرفه ای او اجرای تئاتر برای مخاطبان جوان، یک شرکت تئاتر کودکان در حال تور بود. او نقش سرنا کاتز را در تور مشاهیر آمریکای شمالی با گاوین کریل بازی کرد.

## سوابق کاری
| سال  | عنوان                   | نقش                                | یادداشت‌ها                         | Ref.          |
| ---- | ----------------------- | ---------------------------------- | --------------------------------- | ------------- |
|      | یکشنبه در پارک با جورج  | نقطه                               | تولید دانشجویی در دانشگاه نیویورک | [ ۲ ]         |
|      | عمو وانیا               | سونیا                              | تولید دانشجویی در دانشگاه نیویورک | [ ۲ ]         |
| ۱۹۹۸ | پا باز                  | اریل آمریکا                        | برادوی                            | [ ۳ ]         |
| ۱۹۹۹ | رومو و ژولیت موزیکال    | ژولیت                              | منطقه ای                          | [ ۴ ]         |
| ۲۰۰۰ | زنان کوچک               | امی مارس                           | کارگاه                            | [ ۵ ]         |
| ۲۰۰۱ | جنون ریفر               | مری لین ایالات متحده               | خارج از برودوی                    | [ ۶ ]         |
|      | شیطان در جسم            | مارت                               | تولید توسعهٔ یورک تئاتر            | [ ۲ ]         |
| ۲۰۰۲ | اسپری مو                | پنی پینگلتون                       | برادوی                            | [ ۷ ]         |
| ۲۰۰۳ | یک سال با قورباغه و وزغ | پرنده/موش / سنجاب/خال/قورباغه جوان | برادوی                            | [ ۸ ]         |
| ۲۰۰۵ | همه را تکان داد تا      | ناتالی هالر                        | برادوی                            | [ ۹ ]         |
| ۲۰۰۶ | تارزان                  | جین پورتر                          | برادوی                            | [ ۱۰ ]        |
| ۲۰۰۷ | او مرده‌است؟             | ماری لرو                           | برادوی                            | [ ۱۱ ]        |
| ۲۰۰۸ | خانه کوچولو در دشت      | مری اینگالس                        | منطقه ای (تئاتر گاتری)            | [ ۱۲ ] [ ۱۳ ] |
| ۲۰۱۰ | انی گرفتن تفنگ خود را   | انی اوکلی                          | منطقه ای (خانه اپرای گودسپید)     | [ ۱۴ ] [ ۱۵ ] |
| ۲۰۱۲ | چرخ فلک                 | کری پیپریج                         | منطقه ای (خانه اپرای گودسپید)     | [ ۱۶ ]        |
| ۲۰۱۳ | شریر                    | گلندا                              | اولین تور ملی ایالات متحده        | [ ۱۷ ]        |
| ۲۰۱۴ | صدای موسیقی             | ماریا راینر                        | منطقه ای (اپرای شیکاگو)           | [ ۱۸ ]        |
| ۲۰۱۶ | مدرسه راک: موزیکال      | مدیر مدرسه روزالی مولینز           | برادوی                            | [ ۱۹ ]        |
| ۲۰۱۹ | خانم. شک و تردید        | میراندا هیلارد                     | پیشگویی (سینمای خیابان ۵)         | [ ۲۰ ]        |
| ۲۰۲۱ | خانم. شک و تردید        | میراندا هیلارد                     | برادوی                            | [ ۲۱ ]        |